# Два трактата о правлении
Два тракта́та о правле́нии (англ. Two Treatises of Government) — труд Джона Локка о появлении и роли государства в обществе, о «цивилизованной» форме правления в противовес деспотичной монархии, заложивший основу идеи гражданского общества, опубликованный анонимно в 1689 году. За этот труд Джон Локк считается отцом политического либерализма.
Первая часть трактата посвящена критике патриархализма, изложенного в труде сэра Роберта Филмера Patriarcha, вторая часть посвящена более справедливой общественной модели, основанной на естественном праве и общественном договоре.

## Идеи

### Первый трактат
В трактате первом Локк подвергает критике идею Филмера о том, что неограниченная власть монарха санкционирована Богом. Принятие таких тезисов приведёт лишь к рабству, которое «является отвратительным и жалким состоянием человека». Филмер стал целью нападок Локка из-за того, что «который, как все признают, в развитии этой точки зрения [божественность власти] пошёл дальше других и, как полагают, довёл её до совершенства» (1-й Тр., § 5). Следует различать, замечает философ что есть дано Богом, и что зависит от воли человека. По мнению Локка, в своём труде Филмер не признаёт разницы между людьми и животными, у которых существует право сильного.
Филмер в своём трактате представил аргумент для божественной, наследственной, абсолютной монархии. По словам Филмера, библейский Адам в роли отца всех живущих ныне людей обладал неограниченной властью над своими детьми, и эта власть передавалась из поколения в поколение. Локк подвергает это критике по нескольким причинам. Он утверждает, что отцовство предоставляет власть, но только посредством рождения, и поэтому такая власть не может быть передана своим детям, потому что только Бог может создавать жизнь. Власть отца над своими детьми не абсолютна, как этого хотелось бы Филмеру, так как «матери нельзя отказать в равной доле участия в рождении ребёнка»; Локк указывает на разделении общей власти родителей над их детьми, изложенных в Библии. Во втором Трактате Локк возвращается к обсуждению родительской власти.
Филмер также предположил, что абсолютная власть Адама исходит от того, что весь мир был его собственностью. Локк же утверждает, что мир изначально был общим (тема, к которой вернётся во втором Трактате). Но, даже в обратном, утверждает он, Бог дарил Адаму только землю и животных, а не людей, которых ещё не было. Адам или его наследники не могли использовать этот дар для порабощения, ибо естественное право запрещает приводить своих товарищей к лишениям, если у кого-то есть достаточно избытков для собственной безопасности. И в том случае, если такое милосердие не было дано разумом, продолжает Локк, такая стратегия обретения власти доказывает, что основа правления заключается в соглашении. Если было бы по-другому, пишет Локк, разницы между пиратами и законными государями не существовало.
В Первом трактате Локк намекает, что доктрина божественного права королей (jure divino) в конечном итоге станет концом для всех правительств. В своей последней главе Локк спрашивает: «Кто наследник?» Если теория Филмера верна, то должен быть только один законный король во всем мире — наследник Адама. Но поскольку невозможно обнаружить истинного наследника Адама, ни одно государство, согласно принципам Филмера, не может требовать, чтобы его подданные подчинялись своим правителям. Поэтому Филмер должен сказать, что люди обязаны повиноваться своим нынешним правителям. Локк пишет:

Я полагаю, он первый политик, который, претендуя на то, чтобы поставить правление на его истинную основу и утвердить троны законных государей, сказал людям, что «собственно монарх — это тот, чей образ правления является осуществлением высшей власти, какими бы средствами он её ни заполучил»: на простом языке это означает, что монархическая и высшая власть собственно и справедливо принадлежит тому, кто может любыми средствами захватить её, а если это и должно означать быть «собственно монархом», то мне любопытно узнать, как ему на ум пришел «узурпатор» или где он его найдет. (1-й Тр., § 79)

Локк заканчивает Первый трактат, исследуя историю, рассказанную в Библии, и историю мира с тех времён. Он приходит к выводу, что нет никаких доказательств, подтверждающих гипотезу Филмера. Согласно Локку, ни один король никогда не утверждал, что его власть основывалась на том, что он был наследником Адама. Локк утверждает, что Филмер внёс это новшество в политику, а не те, кто апеллирует к естественному равенству и свободе человека.

### Второй трактат

#### Естественное состояние и зарождение государства
Во втором трактате Локк рассуждает о сущности и происхождении государства. Рассуждения об естественном состоянии явно отсылаются на работу Томаса Гоббса «Левиафан», однако трактовка Локком этого состояния отличается от Гоббса, поскольку Локк не считает, что естественное состояние — это состояние «войны всех против всех», как это описывается в «Левиафане». Он доказывает, что в первоначальном естественном состоянии все люди были свободны и равны. Но эта свобода и равенство были во многом формальными. Люди не способны уживаться друг с другом, не нарушая при этом естественные права, которые, как считал Локк, предоставленные каждому из нас законом природы. У всех людей есть право на жизнь и право быть свободными в той степени, пока эти права не нарушают свободу и естественные права других, так как это все же не является состоянием своеволия. Однако без организованного элемента принуждения люди, по словам Локка, вынуждены собственноручно защищать свои собственные естественные права от других людей. И для того, чтобы более эффективно защищать права всех людей, они, по мнению Локка, объединились и заключили между собой общественный договор. Этот договор обеспечивает их естественные права путём учреждения такого государства, которое принимает законы для их защиты и следит за выполнением этих законов, в особенности за сохранением собственности людей. Цель закона — не уничтожение и не ограничение, а сохранение и расширение свободы.

#### Собственность
Собственность в философии Локка занимает ключевую позицию, поскольку в течение второго трактата он не раз ссылается на неё как причину зарождения государства. В его понимании понятие «собственность» заключает в себе три элемента: жизнь, свобода и имущество. Каждый человек обладает некоторой собственностью, которая заключается в его личности, на которую никто не имеет никаких прав. То, на что человек тратит свой труд, становится его собственностью, таким образом он выводит предмет из общего владения. По этому поводу он пишет следующее: 
Его труд создал различие между ними и общим; он прибавил к ним нечто сверх того, что природа, общая мать всего, сотворила, и, таким образом, они стали его частным правом (2-й Тр., § 28).
Человек имеет право обратить своим трудом в свою собственность столько, сколько он сможет употребить на свои нужды, пока этот предмет не подвергнется порче. То же самое касается земельного участка — сколько человек сможет обрабатывать, столько и находится в его собственности. Труд создает различия в стоимости вещей. Выход за пределы правомерной собственности состоит не в том, что у человека много имущества, а в том, что это имущество не приносит ему никакой пользы.

#### Гражданское или политическое общество
Первое общество людей состояло из мужа и жены, к которому с течением времени добавилось общество хозяина и слуги. Возникновение первого общества связано с тем, что у людей самец и самка связаны более длительным союзом, чем у других существ. Политическое общество возникает тогда, когда каждый из членов общества отказывается от естественной власти, передав её в руки общества. Таким образом, абсолютная монархия несовместима с гражданским обществом, так как его цель — избегать и возмещать неудобства естественного состояния, когда каждый человек является судьей в своем собственном деле. Абсолютная власть не очищает кровь людей и не исправляет низость человеческой натуры. Ни для одного человека, находящегося в гражданском обществе, не может быть сделано исключения из законов гражданского общества.
Единственный путь возникновения гражданского общества — соглашение людей об объединении в сообщество для того, чтобы благополучно и мирно совместно жить, пользуясь своей собственностью и находясь в безопасности. Локк сформулировал главную гражданского общества и государства — сохранение собственности, поскольку в естественном состоянии это невозможно из-за трёх причин: отсутствие известного закона, который бы служил нормой справедливости и несправедливости и общим мерилом для решения споров; нехватка беспристрастного судьи, который мог решал бы все затруднения в соответствии с законом; а также недостаток силы, которая могла бы привести в исполнение приговор судьи.

#### Государство
Согласие людей является той единственной основой, на которую опирается власть государства, по мнению Локка. Он говорит об этом совершенно чётко: 
«Если кто-нибудь из тех, кто находится у власти, превышает данную ему по закону власть и использует силу, находящуюся в его распоряжении для таких действий по отношению к подданным, которые не допускаются законом … то ему можно сопротивляться, как и всякому другому человеку, который силой посягает на права другого». 
Если государство или правитель нарушает права отдельных граждан, то люди имеют право организовать восстание и избавиться от такого правительства или государства. 
«Когда же законодатели пытаются отнять и уничтожить собственность народа или вернуть его в рабство деспотической власти, то они ставят себя в состояние войны с народом, который вследствие этого освобождается от обязанности любой дальнейшей им покорности».
Локк считает, что государство должно функционировать для достижения той единственной цели, ради которой оно изначально и было создано, а именно для защиты жизни, свободы и собственности. Он отмечает в работе: 
«Когда какое-то число людей таким образом согласилось создать сообщество или государство, то они тем самым уже объединены и составляют единый политический организм, в котором большинство имеет право действовать и решать за других».

##### Формы правления
Локк выделяет три формы правления: демократия — власть для создания и выполнения законов осуществляется назначаемыми должностными лицами; олигархия — власть передаётся в руки нескольких избранных лиц и их наследников или преемников; монархия — власть находится в руках одного лица. Монархия подразделяется на наследственную, когда власть передаётся в руки наследника, и на выборную, когда власть лица дана ему только пожизненно, а после его смерти назначение его преемника возвращается к большинству. Под государством Локк понимает не демократию или какую-либо другую форму правления, а любое независимое сообщество.

##### Виды власти
В государстве существует три вида власти: законодательная, исполнительная и федеративная. Законодательная власть имеет право указывать, как должна быть употреблена сила государства для сохранения его членов. Но так как законы нуждаются в непрерывном исполнении, необходима власть, которая следила бы за их исполнением, — эту роль играет исполнительная власть. Федеративная власть отвечает за право войны и мира, участия в коалициях и союзах, а также право ведения дел со всеми лицами и обществами вне данного государства.
В конституционном государстве, пишет Локк, может быть всего одна верховная власть, а именно законодательная, которой все подчиняются. Но она все же представляет собой лишь доверенную власть, поэтому у народа по-прежнему остается верховная власть устранять или заменять законодательный орган, если законодательная власть действует вопреки оказанному доверию. В этом отношении сообщество всегда представляет собой верховную власть, но она не осуществляется до того, пока не распущено правительство.
Однако, по мнению Локка, может возникнуть ряд обстоятельств, когда строгое и неуклонное соблюдение законов может принести вред. Власть действовать сообразно собственному разумению ради общественного блага, не опираясь на предписание закона, а иногда даже вопреки ему является прерогативой.
Во втором трактате о правлении получила своё философское оправдание Славная революция.

#### Естественное право
Локк определяет естественное право следующим образом:

Для правильного понимания политической власти и определения источника её возникновения мы должны рассмотреть, в каком естественном состоянии находятся все люди, а это — состояние полной свободы в отношении их действий и в отношении распоряжения своим имуществом и личностью в соответствии с тем, что они считают подходящим для себя в границах закона природы, не испрашивая разрешения у какого-либо другого лица и не завися от чьей-либо воли.
Это также состояние равенства, при котором вся власть и вся юрисдикция являются взаимными, — никто не имеет больше другого. Нет ничего более очевидного, чем то, что существа одной и той же породы и вида, при своем рождении без различия получая одинаковые природные преимущества и используя одни и те же способности, должны также быть равными между собой без какого-либо подчинения или подавления, если только господь и владыка их всех каким-либо явным проявлением своей воли не поставит одного над другим и не облечет его посредством явного и определённого назначения бесспорным правом на господство и верховную власть. (1-й Тр., § 4)

## Издания на русском языке
- Два трактата о правлении / Дж. Локк; пер. с англ. Е. С. Лазутина и Ю. В. Семенова. — Москва; Челябинск; Социум, 2019. — xii + 482 с. — ISBN 978-5-91603-4